# Madaliyarhalli, Madhugiri
Madaliyarhalli là một làng thuộc tehsil Madhugiri, huyện Tumkur, bang Karnataka, Ấn Độ.